# Atsuta Makoto
Makoto Atsuta (sinh ngày 16 tháng 9 năm 1976) là một cầu thủ bóng đá người Nhật Bản.

## Sự nghiệp câu lạc bộ
Makoto Atsuta đã từng chơi cho Kyoto Purple Sanga và Albirex Niigata.